# Nation Towers
Nation Towers ist der Name eines Gebäudekomplexes mit zwei Hochhäusern in Abu Dhabi, der Hauptstadt der Vereinigten Arabischen Emirate.
Die Nation Towers liegen direkt an der Corniche von Abu Dhabi. Das größere Gebäude, das den Namen Nation Towers Residential Lofts trägt, verfügt über 64 Stockwerke. Im kleineren Gebäude (St. Regis Luxury Hotel), das sich über 51 Stockwerke erstreckt, befindet sich ein Fünfsternehotel mit 283 Zimmern. Seit 2013 ist der Komplex fertiggestellt und beherbergt neben Appartements auch Büroflächen, ein Einkaufszentrum sowie einen Beach Club. Dieser ist durch einen klimatisierten Tunnel, der unterhalb der Küstenstraße verläuft, zu erreichen.
Die beiden Gebäude sind in 202,5 Metern Höhe durch eine über 400-Tonnen schwere Stahl-Brücke zwischen den Stockwerken 50 und 54 miteinander verbunden. Die Skybridge ist damit die höchste der Welt.
Anfang 2013 nahm der Gebäudekomplex seinen Betrieb auf.